# 木村剛 (コンサルタント)
木村 剛（きむら たけし、1962年5月2日 - ）は、日本の実業家、金融コンサルタント。音読みで「ごう」とも呼ばれる。
元金融庁顧問。KPMGフィナンシャルサービスコンサルティング（現・株式会社フィナンシャル）株式会社社長、KFi株式会社代表取締役社長、ナレッジフォア株式会社代表取締役社長、日本振興銀行社長・会長を歴任した。
2001年に出回った「30社リスト」の作者である。

## 経歴

### 生い立ち
富山県富山市に生まれる。富山大学教育学部附属中学校、富山県立富山中部高等学校卒業。高校時代は、サッカーでインターハイに出場した経験がある。東京大学経済学部に進学し卒業。

### 日本銀行を経てコンサルタントへ
大学卒業後の1985年（昭和60年）、日本銀行に入行。営業局、企画局、ニューヨーク事務所、国際局など主要部局を歴任した。日銀時代には「織坂濠」のペンネームで文筆活動を行っており、本も出している。
1998年（平成10年）、日本銀行を退職し、金融・企業財務に関するコンサルティング会社であるKPMGフィナンシャルサービスコンサルティングを設立、社長に就任した。同年には金融監督庁の金融検査マニュアル検討会委員を務めた。
2001年（平成13年）6月に自民党経済産業部会へ「経営不良企業30社リスト」を提出した。
2002年（平成14年）には金融庁金融分野緊急対応戦略プロジェクトチーム（通称竹中チーム）のメンバーと、金融庁の顧問を務めた。
2004年（平成16年）10月には金融経済月刊誌「フィナンシャルジャパン」を発行し、その発行元のナレッジフォア株式会社の代表取締役社長も務めた。2005年（平成17年）7月にKPMGフィナンシャルサービスコンサルティングを株式会社フィナンシャルに社名変更。

### 日本振興銀行設立
2003年（平成15年）2月12日、社団法人東京青年会議所（東京JC）が第一ホテル東京で開催した例会で、木村剛が「20億円集めれば銀行をすぐに作れる。」と発言したことをきっかけに、東京JC入会希望者として出席していた消費者金融の資金元である卸金融を手がけていたノンバンク「オレガ」の落合伸治が20億円用意し、木村にアドバイスを受け「中小新興企業融資企画株式会社」を設立して銀行設立準備に入った。
2003年度東京JC理事長の平将明も銀行設立計画に賛同してJC会員約90人から1億円を集めた。
8月20日に予備免許申請が金融庁に受理され、夕刻に落合伸治、木村剛、平将明の3人が「日本振興銀行設立」記者会見を行った。以降、新聞や雑誌など多くのメディアで「東京JCが新銀行をつくる」と事実に反する報道がされることとなり、東京JC事務局にはOBからの苦情や一般からの問合せが殺到した。
8月22日、平将明は「公益法人は営利企業の設立はできない。個人の立場で記者会見に臨んだ」と東京JCメルマガを通じて見解を明らかにした。
設立資金20億円出資者の設立発起人で社長に就任していた落合伸治は、木村剛や平将明を含む役員らに銀行役員を解任され、木村を告発するなどゴタゴタが続いた。

### 日本振興銀行の経営者として
2005年（平成17年）1月1日に取締役の辞任が相次ぐ中で、取締役会議長を務めていた木村剛が日本振興銀行の社長に就任した。6月に会長に就任した。
2010年（平成22年）4月11日　TBSラジオで「日本振興銀行 presents 木村剛のGOGOトーク!」を始めたが、5月30日に終了。同月10日の取締役会で赤字決算の責任を取る形で辞任、実質上会長を解任された。

### 日本振興銀行刑事事件
2010年（平成22年）6月11日、金融庁からの検査忌避の告発を受け、警視庁が日本振興銀行を捜索した。
7月14日、木村剛は警視庁の取調べを受け、同日銀行法第63条第三号違反（同法第25条に基づく検査の忌避）容疑で警視庁に逮捕された。
8月3日、木村剛は起訴された。
2012年3月16日、東京地方裁判所において懲役1年・執行猶予3年の有罪判決（求刑は懲役1年の実刑）。月末までに控訴せず確定。
木村は日本振興銀行株式11,000株を保有していたが、金融庁からの検査期間中に少なくとも3,000株以上を売却していたことが明らかとなった。

### 日本振興銀行役員責任追及訴訟
2011年8月23日、整理回収機構は木村剛と社外取締役であった江上剛（本名：小畠晴喜）、平将明衆院議員を含む旧経営陣7人に対して50億円の損害賠償を求め東京地裁に提訴した。
2012年3月16日、東京地裁（登石郁朗裁判長）は「積極的かつ主導的に犯行に関与した」として、懲役1年、執行猶予3年（求刑懲役1年）の有罪判決を言い渡した。この裁判では、木村剛は経営破綻した日本振興銀行（東京・千代田）を巡り、金融庁の検査を妨害したとして銀行法違反（検査忌避）罪に問われていた。
2016年9月29日、東京地裁（大竹昭彦裁判長）は、木村剛元会長に対し約37億5千万円の賠償を命じた。判決では、振興銀行は2008年に回収の見込みが低い債権を商工ローン大手のSFCG（旧商工ファンド）から買い取り、一部が回収不能になった。大竹裁判長は判決で、当時、SFCGの経営が極めて危険な状態にあったにもかかわらず、木村剛がSFCGから債権を買い取った行為を断罪した。
2017年9月29日、最高裁第三小法廷（山崎敏充裁判長）は木村剛の上告を退ける決定をした。木村剛に５5億円の賠償を命じた２審判決が確定した。

### 最近の動向
2012年4月、東京都千代田区神田松永町にある、木村が設立した元・フィナンシャルジャパン編集部があったビルの別の階に、同編集部とは関係なくA Power Now株式会社を設立し、外国人留学生向けの各種ビジネスをはじめている。同社はA Power Academy（語学研修・国際結婚紹介）、A Power Marketing（市場調査）、A Power Job（仕事・人材紹介）、A Power Home（不動産仲介）という子会社を持つ。

## 役職
- 誠実な企業賞審議委員会メンバー（木村のKFiが関わっていた）2007年で授賞終了
- 経済同友会起業フォーラム副委員長
- 「日本IFA認証機構」（“独立系ファイナンシャル・アドバイザー”の認証団体）副委員長
- 「金融イノベーション会議」事務局長
- 有限責任中間法人「会計制度監視機構」委員長代理
- 金融庁金融分野緊急対応戦略プロジェクトチームメンバー
- 日本サッカーミュージアムアドバイザリーボード座長

## 著書

### 単著
- 『新しい金融検査の影響と対策―変貌する銀行経営と企業財務の革新』（TKC出版、1999年）
- 『リスクヘッジ経営―財務危機を回避する10の知恵』（徳間書店、1999年）
- 『「破綻する円」勝者のキーワード』（小学館、2000年）
- 『通貨が堕落するとき』（講談社、2000年）
- 『スモール・エクセレント・バンク―こうすれば地域中小金融機関は生き残れる』（近代セールス社、2000年）
- 『投資戦略の発想法―ゆっくり確実に金持ちになろう』（講談社、2001年）
- 『新しい金融検査と内部監査―改訂金融検査マニュアルの読み方』（経済法令研究会、2001年）
- 『キャピタル・フライト　円が日本を見棄てる』（実業之日本社、2001年）
- 『粉飾答弁』（アスキー、2002年）
- 『日本資本主義の哲学―ニッポン・スタンダード』（PHP研究所、2002年）
- 『小説ペイオフ―通貨が堕落するとき』（講談社、2002年）
- 『竹中プランのすべて―金融再生プログラムの真実』（アスコム、2003年）
- 『「会計戦略」の発想法 日本型ガバナンスのスタンダードを探る』（日本実業出版社、2003年）
- 『マニフェスト論争　最終審判―日本の行方を見極めるカギは、マニフェストmanifesto分析にある。』（光文社、2003年）
- 『金融維新―日本振興銀行の挑戦』（アスコム、2003年）
- 『戦略経営の発想法―ビジネスモデルは信用するな』（ダイヤモンド社、2004年）
- 『日本再生会議―経済と社会を変える65のQ&A』（講談社、2004年）
- 『借り手のための金融戦略―メガバンクに頼る時代は終わった』（光文社、2004年）
- 『おカネの発想法―財産と生活を護りながら本物のおカネ持ちになろう』（日本実業出版社、2004年）
- 『和魂米才の発想法―日本流でも米国流でもない企業経営』（ナレッジフォア、2006年）
- 『頭が良い人は親指が太い―デキるビジネスマンなら知っている10の法則』（ナレッジフォア、2007年）
- 『投資戦略の発想法〈2008〉』（ナレッジフォア、2007年）
- 『投資戦略の発想法〈2010〉』（ナレッジフォア、2009年）

### 共著
- 〈糸瀬茂〉『「日本」が破綻するとき―先送り国家の行く末を問う』（実業之日本社、2000年）
- 〈金子勝・宮崎哲弥〉『日本経済「出口」あり』（春秋社、2001年）
- 〈田原総一朗〉『退場宣告―居直り続ける経営者たちへ』（光文社、2002年）
- 〈高橋乗宣〉『日本国の経営学―それでも日本経済は復活する！』（アスコム、2002年）
- 〈三原淳雄〉『個人投資家のすすめ おカネの神様に学ぶ』（アスコム、2003年）
- 〈二宮清純〉『野球と銀行―なぜ日本は失敗したか』（東洋経済新報社、2003年）
- 〈三原淳雄〉『騙されない社会人のための株入門―チャート分析に頼らない投資の常識』（DMDJAPAN、2006年）
- 〈二宮清純〉『フォワードなき日本格差社会』（DMDJAPAN、2006年）
- 〈八田進二〉『八田進二・木村剛のこれが「内部統制」だ!』（ナレッジフォア、2008年）

### “織坂濠”名義
- （財部誠一）『不良債権危機 バブルの毒いまだ消えず』（PHP研究所、1994年）
- （財部誠一）『銀行が消え行く日』（実業之日本社、1994年）
- （財部誠一）『金融のゆくえ デリバティブを制するのは誰か』（総合法令出版、1995年）
- （財部誠一）『完全図解 ひと目で金融ビッグバンがわかる本』（徳間書店、1997年）
- （財部誠一）『郵貯が危ない ビッグバン・民営化で郵便局は消滅する』（徳間書店、1997年）
- （財部誠一）『要説改正外為法入門』（フォレスト出版、1998年）
- （財部誠一）『郵貯が危ない』（徳間書店、2001年）
- 『時価革命 かくて日本的経営は消滅する』（徳間書店、1998年）

## ラジオ
- 木村剛のGOGOトーク!（TBSラジオ、2010年4月3日-5月30日。日曜日18:00-18:30。メインパーソナリティ）